# أشرف الدين الحسيني
أشرف الدين بن أحمد الحسيني الجيلاني (1871 - 20 مارس 1934) صحفي وشاعر إيراني اشتهر خلال العقود الأولى للقرن العشرين بأسلوبه التهكمـي وانتقاداته في صحيفته نسيم شمال وشعره شعبي. هاجم وانتقد مرارا وتكرارا استبداد محمد علي شاه وحكومات من بعده وودعم دائما الحرية والتحرر. كان ينظم الشعر بلغة الشعبي. يعتبر من الناشطين الدؤوبين خلال الثورة الدستورية في إيران الذي كان يهتم بالواقعية وكان ينهج نهج الشعبي.

## سيرته
ولد أشرف الدين بن عبد الله بن محمد تقي الحسيني البَرغاني في مدينة رشت عام 1871 م / 1288 هـ ونشأ وتعلم بقزوين. هاجر إلى النجف حوالي 1883 ودرس الفقه والأصول وبقي هناك لخمس سنوات ثم رجع إلى مسقط رأسه. امتهن الكتابة وفي 1907 أصدر صحيفة نسيم شمال الأسبوعية في رشت ثم في طهران بعد الثورة الدستورية الإيرانية. 

كان منزله في طهران، أولا في حديقة أمين الدولة، ثم في منزل مبني من الطوب على الجانب الشرقي من مدرسة الصدر، وفي نهاية حياته سکن في بيت صغير في شرق طهران. وفقا لنفيسي، تجربة الحب الفاشلة في شبابه هو السبب الذي جعله أعزباً طِوال حياته. كان يتجنب من الأحزاب ذات الميول إلى الأجانب. 

هناك كلمات غامضة ومتناقض حول السنوات الأخيرة من حياته ومرضه العقلي. وفي 1927 أصيب بمرض وصف بـ«جنون» و عاش في الفقر والبساطة حتى توفي في 20 مارس 1934 في طهران.

## مؤلفاته
- ثمانية جنة : (بالفارسية: هَشْت بِهِشْت) ديوانه الشعري، طبع في الهند مرارا.
- عزيز وغزال